# Puerto Visser
Puerto Visser es un paraje costero y localidad despoblada ubicada al noroeste del golfo San Jorge, en el departamento Escalante, sudeste de la provincia del Chubut, centro-este de la Patagonia argentina.
Se sitúa en la ribera del mar Argentino del océano Atlántico a 58 kilómetros de Comodoro Rivadavia.

## Toponimia
Su nombre deriva del estanciero Conrado Visser propietario de la estancia "Voorspred", donde se desarrollaría este pueblo de corta existencia.

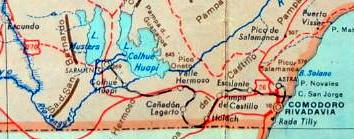
Mapa de los puntos más relevantes del ferrocarril en 1962. Puerto Visser aun estaba presente en el recuerdo.

## Historia
Puerto Visser en el pasado tuvo una gran importancia, dado que desde 1902 se fundó una colonia bóer que albergó un gran número de familias. Las actividades productivas se concentraron en la cría de ganado ovino y en proveer de productos agrícolas al pueblo de Comodoro Rivadavia. 
Desde 1904, 1905, 1907 y 1908 desembarcaron en este puerto sucesivas oleadas de contingentes que trajeron a los colonos a la zona. A pesar del terreno árido de este lugar y de toda la zona los inmigrantes se instalaron en diferentes asentamientos como Sierra Nevada, Sierra Chaira, Bahía Bustamante, Astra, Cañadón Lagarto, Sierra Victoria, Sierra Cuadrada, Río Chico, Pampa Salamanca, Pampa Pelada, Sarmiento, Escalante y al igual que en Comodoro. Gracias a la similitud entre la alta meseta patagónica y la meseta sudafricana karoo se posibilitó una rápida adaptación de los colonos.Fue un importante puerto que llegó a ser un punto de amarre para barcos.
Los bóeres fueron vitales para la zona ya que abrieron caminos, se adentraron a los campos, sembraron las nuevas tierras y criaron a sus ovejas, como su lugar de origen. Su producción disparó el comercio de la lana que traían al pueblo de Comodoro en carros tirados por bueyes. 
La colonia marcó una impronta productiva desde 1910, donde la estancia de Conrado Visser, en Pico Salamanca. Fue denominada "La Máquina", debido a que su propietario había instalado una máquina esquiladora de 10 peines con motor Jurbans Morse de queroseno, importada directamente de la casa Wolesely de Inglaterra, lo que permitió dar impulso a la cría de ovinos.
Sin embargo, los colonos debieron poblar el duro campo patagónico y abrir caminos en medio de la nada. Entre las duras peripecias que le tocó padecer estuvo la interminable falta de agua. Cuando aún no existía a pocos kilómetros la asfaltada ruta nacional 3, las estancias ovejeras de la zona se debían abastecer desde el mar, así como transportar mediante barcazas los fardos de lana que producían. El incipiente pueblo llegó a contar con un destacamento policial, un antiguo cementerio, una escuela (hoy cerrada), un comercio de ramos generales a cargo del comerciante Calder Potts y otros comercios varios a cargo del empresario Veater. A pesar de lo completo del poblado todos los habitantes tenían un marcado perfil productivo hacia lo agro fundamentalmente. Asimismo, su puerto movía intensas cargas para llevar su producción y traer los insumos.  Con la mejora del transporte terrestre, este y muchos otros poblados y parajes costeros patagónicos perdieron utilidad, por lo que se fueron despoblando poco a poco. Ya para fines de 1921 la escuela N.º 25 quedó prácticamente sin alumnos, clausurándose definitivamente. Un año después la escuela fue trasladad a Astra y continuó con sus libros.
En 1940 el poblado se fue desvaneciendo, absorbido por Comodoro, ya que con el descubrimiento del petróleo en 1907 YPF impulsó su crecimiento de esta ciudad. Pese a su vida efímera persistió en los mapas, figurando como «Caleta Visser». Para 1971 el libro Comodoro ´70 el pueblo era ya un recuerdo.
En 2013 existían en Comodoro 300 habitantes con apellidos sudafricanos, descendientes de estos pioneros, los que aún mantienen vigentes la lengua afrikáans, así como sus costumbres protestantes. En ese mismo año se conoció que el lugar está totalmente abandonado. No obstante, sus costas y entorno son parte del parque interjurisdiccional marino costero Patagonia Austral, la cual es la reserva de biosfera más amplía del país y con mayor superficie oceánica.
A pesar del paso del tiempo todavía hay restos del pueblo y huellas de aquellos primeros colonos en este lugar. Aun persisten su cementerio y la ex escuela.
Actualmente, en los campos que rodean a la localidad se mantiene población rural que en general se dedica a la ganadería. Además, el tramo de ruta  Caleta Córdova-  Rocas Coloradas - Puerto Visser está poblado por varios refugios o ranchos que albergan a los amantes de la pesca y el 4x4 todos los días. Sin embargo, los mismos ven colmadas sus instalaciones especialmente los fines de semana. Esto Permite que aun en lo que fuera el pueblo se levanten modernas construcciones de tipo conteiner para refugiar a los amantes de la pesca. La localidad aumenta su atractivo al estar rodeada por tres áreas naturales protegidas: el Área Natural Protegida Rocas Coloradas, el Parque Interjurisdiccional Marino Costero y la Reserva de Biosfera Patagonia Azul.

## Características geográficas
Puerto Visser presenta una costa conformada por barrancas cortadas por cañadones bordeados por bardas, por medio de los cuales es posible acceder a las playas de canto rodado. El clima es árido, templado-frío, y ventoso todo el año, en especial en primavera. Los acumulados pluviométricos anuales rondan los 204 mm. Este paraje es menos afectado por las nevadas invernales, las que suelen durar pocos días, pues la región es morigerada por las aguas del mar Argentino, por lo que de igual manera el calor estival es menos marcado que hacia el interior. El tipo climático característico es el Patagónico Semiárido.
Florísticamente, se incluye en el distrito fitogeográfico del golfo San Jorge de la provincia fitogeográfica patagónica. Incluye en su mayor parte formaciones de estepas herbáceas y arbustivas.

## Características geológicas
Los suelos se presentan con texturas gruesas, pedregoso-arenosos, con muy escasa materia orgánica, y de reacción débilmente alcalina. Abundan los cantos rodados, y las cenizas volcánicas. Partiendo desde el mar, el relieve se muestra como una sucesión de terrazas y mesetas aplanadas o algo onduladas, con sierras bajas de bordes redondeados, pulidos, gastados a causa de la intensa erosión a la que fueron sometidas.
Litoestratigráficamente, en la zona de Puerto Visser afloran las sedimentitas epiclásticas continentales del «grupo Río Chico», y en ella se incluyen dentro de la «formación Peñas Coloradas» —del Paleoceno superior—, anteriormente denominada «miembro Visser». En este paraje esa unidad se apoya sobre la «formación Salamanca», y se le superponen, en general transicionalmente, con las sedimentitas y tobas del «grupo Sarmiento».
En la «formación Peñas Coloradas» de la localidad fosilífera de Puerto Visser se exhumaron leños fósiles de Boraginaceae, descritos como una nueva especie: Cordioxylon prototrichotoma. La existencia de este elemento florístico sugiere que durante el Paleoceno superior la zona de Puerto Visser estaba cubierta por pluviselvas, desarrolladas bajo condiciones de clima cálido y húmedo.

## Acceso
Se accede a Puerto Visser desde el km 1785 de la ruta nacional 3 (asfaltada) luego  a través de un ramal de la Ruta N°1 por el cual se puede llegar hasta el casco de una estancia. La otra opción es tomando hacia el noreste por la ruta provincial 1, con carpeta de ripio, por la que se transita durante 50km hasta llegar a la localidad. Luego, la misma ruta continúa hacia el norte rumbo a Bahía Bustamante. Gracias a sus atractivos naturales de características agrestes, el lugar es frecuentado por pescadores, y campistas atraídos por sus paisajes y su fauna marina, entre las que destacan las aves marinas, y lobos marinos.

## Turismo
La localidad es muy frecuentada por pescadores para la pesca de tiburón y otros peces cartilaginosos. Su playa es una costa de canto rodado, tipo litoral, en algunas partes cuenta con acantilados. Todo esto la vuelve muy bella en palabras de los visitantes. Además, cuenta con bosques petrificados cercanos.

## Clima
Dispone de un clima es templado, caluroso en verano y frío en invierno. Por sus características, suele ser ventoso. Sin embargo, las condiciones meteorológicas son muy similares a Comodoro Rivadavia.